# لائوس
لائوس با نام رسمی جمهوری دموکراتیک خلق لائو (به لائوسی: ສາທາລະນະລັດ ປະຊາທິປະໄຕ ປະຊາຊົນລາວ) (به فرانسوی: République démocratique populaire lao) کشوری محصور در خشکی واقع در جنوب شرقی آسیا است. پایتخت و بزرگ‌ترین شهر آن وینتیان است که در کنار رود مکونگ قرار دارد. جمعیت لائوس حدود ۸ میلیون نفر و مساحت آن ۲۳۶٬۸۰۰ کیلومتر مربع است. لائوس یک جمهوری سوسیالیستی تک‌حزبی است.
این کشور از شمال غرب با میانمار (۲۳۸ کیلومتر)، از شمال با چین (۴۷۵ کیلومتر)، از شمال شرق و شرق و جنوب شرق با ویتنام (۲٬۱۶۱ کیلومتر)، از جنوب با کامبوج (۵۵۵ کیلومتر) و از جنوب غرب و غرب با تایلند (۱٬۸۴۵ کیلومتر) مرز مشترک دارد. زبان رسمی لائوس، لائو و فرانسوی، و واحد پول آن، کیپ لائوس است.

## تاریخ
پیشینهٔ لائوس به یک قلمرو پادشاهی بازمی‌گردد که از سدهٔ ۱۴ تا سدهٔ ۱۸ میلادی وجود داشت ولی بعداً به سه پادشاهی کوچک‌تر تقسیم شد. در سال ۱۸۹۳ این نواحی به تحت‌الحمایگی فرانسه درآمد و سه پادشاهی که لوآنگ پرابانگ، وین‌تیان و چامپاساک نام داشتند متحد شده و کشور لائوس را تشکیل دادند. لائوس پس از اشغال توسط ژاپن در سال ۱۹۴۵، مدت کوتاهی مستقل شد اما پس از آن دوباره به سیطرهٔ فرانسه درآمد ولی در سال ۱۹۴۹ به آن خودمختاری اعطا شد. لائوس در سال ۱۹۵۳ مستقل شد حکومت پادشاهی مشروطه سیساوانگ ونگ بر آن حاکم شد. کمی پس از استقلال جنگ داخلی درازمدتی روی داد که به سرنگونی پادشاهی و به قدرت رسیدن حزب کمونیستی پاتت لائو در سال ۱۹۷۵ انجامید.
تاریخ لائوس به پادشاهی لان‌ژانگ می‌رسد که در سده چهاردهم میلادی بنیاد شد و تا سده هیجدهم ادامه یافت. در سده هیجده، سیام بر امیرنشین‌های باقی‌مانده از دوره لان‌ژانگ چیرگی یافت. شاه سیام برای جلوگیری از جنگ با فرانسه، سرزمین‌هایی از خاک خود را با نام لائوس به فرانسه بخشید و این سرزمین‌ها در سال ۱۸۹۳ به هندوچین فرانسه ضمیمه شدند.
اشغال کشور به دست ژاپنی‌ها در جنگ جهانی دوم منجر به اعلام استقلال شد، که فرانسویان سرانجام آن را در ۱۹۵۴ پذیرفتند. با این حال، جنگ داخلی، این پادشاهی را ویران کرد؛ جنگی بین نیروهای سلطنت‌طلب و نیروهای کمونیست پاتت لائو.
لائوس در جریان جنگ ویتنام موضع بی‌طرفی در پیش گرفت. اما ویت‌کنگ‌ها از لائوس به عنوان خط تدارکاتی در جنگ ویتنام استفاده کردند و در اواخر دهه ۱۹۶۰ آمریکا برای مقابله با چریک‌های ویت‌کنگ ویتنام که به داخل لائوس رخنه می‌کردند، و به منظور شتاب دادن به پایان جنگ، بی‌طرفی لائوس را نقض کرد و بدون درز این موضوع به مطبوعات به بمباران‌های گسترده بخش‌هایی از لائوس، به ویژه دشت خمره‌ها دست زد.
هدف از حملات هوایی نابودی خط تأمین آذوقه ارتش ویتنام شمالی بود که به‌طور مارپیچی از طریق لائوس و کامبوج به جنوب حرکت می‌کرد. خروج آمریکا از ویتنام سر کارآمدن پاتت لائو را در لائوس میسر ساخت (۱۹۷۵). از ۱۹۹۰، دولت اصلاحات را آغاز کرد.
در سال‌های اخیر به‌واسطه درگیری‌های سیاسی هزاران تن از مردم لائوس از کشور گریخته‌اند از جمله طبق آمار طی سال ۸۳–۱۹۷۹ بیش از ۲۰۰ هزار نفر به تایلند پناه برده‌اند.

## سیاست

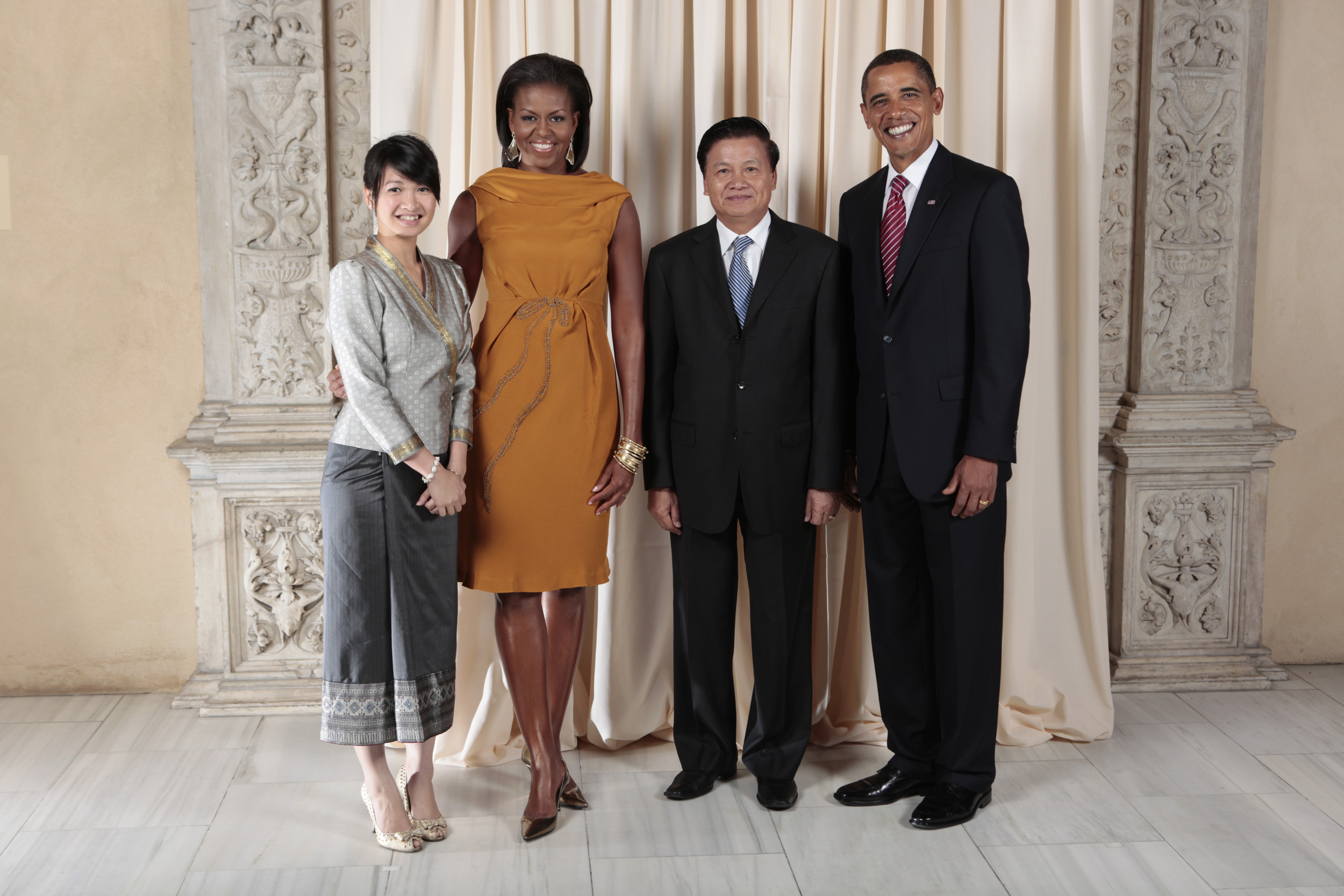
تونگلون سیسولیت نخست‌وزیر فعلی لائوس و باراک اوباما رئیس‌جمهور پیشین ایالات متحده به همراه بانوهای اول هر دو کشور

جمهوری دموکراتیک خلق لائو یکی از معدود دولت‌های سوسیالیستی جهان است که علناً از کمونیسم حمایت می‌کند. تنها حزب قانونی حزب انقلابی خلق لائوس (LPRP) است. با تک‌حزبی بودن وضعیت لائوس، دبیرکل (رهبر حزبی) قدرت کامل و اقتدار بر دولت و حکومت دارد و به عنوان رهبر عالی فعالیت می‌کند. از تاریخ ۲۲ مارس ۲۰۲۱ رئیس دولت رئیس‌جمهور تونگلون سیسولیت است. او از ژانویه ۲۰۲۱، دبیرکل حزب انقلابی خلق لائو بوده، مقامی که او را به‌طور دو فاکتو تبدیل به رهبر لائوس می‌کند.
سیاست‌های حکومت از سوی حزب از طریق پلیتبوروی یازده عضوی حزب انقلابی خلق لائو و کمیته مرکزی ۶۱ عضوی حزب انقلابی خلق لائو تعیین می‌شوند.
مقاماتی که مستقیماً انتخاب شده‌اند، تا زمان اجرای قانون اساسی جدید، گرد هم آمده‌اند تا به عنوان کنگره ملی به تعیین رئیس‌جمهور، نخست‌وزیر و شورای وزیران بپردازند.
در قانون اساسی پیش‌بینی شده‌است که مجمع عالی خلق با ۷۹ عضو برای پنج سال با رأی تمامی افراد بالغ انتخاب گردد.
دولت تقریباً برای همه جنبه‌های زندگی مردم از جمله آزادی‌های سیاسی قانون وضع کرده‌است. دولت تمامی رسانه‌ها را در اختیار دارد و روزنامه نگارانی که از دولت انتقاد کنند یا دربارهٔ موضوعات سیاسی مورد مناقشه بحثی داشته باشند با جریمه‌های قانونی مواجه می‌شوند. پناهندگانی که به لائوس می‌آیند دیپورت می‌شوند. لائوس یکی از فقیرترین کشورهای آسیا محسوب می‌شود.

## جغرافیا
لائوس کشوری است محصور در خشکی با ۲۳۶٬۸۰۰ کیلومتر مربع مساحت. زبان رسمی این کشور لائو و واحد پول آن کیپ نام دارد. جمعیت لائوس در سال ۲۰۱۲ میلادی ۶٫۵ میلیون نفر برآورد شد.
لائوس در مختصات جغرافیایی ۱۸ درجه شمالی و ۱۰۵ درجه شرقی قرار گرفته و به آب‌های آزاد راه ندارد. لائوس از سوی شمال باختری با میانمار و چین، از سوی خاور با ویتنام، از جنوب با کامبوج و از سوی باختر با تایلند هم‌مرز است.
لائوس به غیر از دشت خمره‌ها در شمال و درهٔ مِکونگ و فلات‌های کم‌ارتفاع در جنوب، غالباً کوهستانی است. رود مهم آن مکونگ به‌طول ۴۸۳ کیلومتر و بلندترین نقطه آن فوبیا، با ۲۸۲۰ متر ارتفاع است.
شمال کشور لائوس کوهستانی است و جنگل‌های انبوه شمال و شرق آن را فروپوشانیده. بیشتر از ۸۰ درصد کشور را جنگل دربرگرفته و لائوس دارای حدود ۱۳ میلیون هکتار جنگل است. زمین‌های بلند آن بیشتر در دره‌های رود مکونگ و شاخابه‌هایش قرار دارد.
این کشور با باران‌های سنگین موسمی دارای آب و هوایی استوایی و گرمسیری است. لائوس باد و باران‌های موسمی دارد و دارای باران‌های خیلی سنگین از مه تا اکتبر است. وین‌تیان در ژانویه ۲۱٫۱ و در ژوئیه ۲۷٫۲ درجه سانتی‌گراد حرارت و سالانه ۱۷۱۵ میلی‌متر باران دارد.
شهرهای مهم لائوس به جز پایتخت، ساوان‌ناکت، لوآنگ پرابانگ و پاکسه هستند.

## تقسیمات کشوری
لائوس ۱۶ استان (qwang) و یک بخش (Nakhonluang ViengChan) دارد که شامل وینتیان، پایتخت این کشور است. هر استان به شهرستان (muang) و سپس دهستان (baan) تقسیم می‌گردد.
| شماره | استان‌ها       | مرکز           | مساحت (ک.م. مربع) | جمعیت   |
| ----- | ------------- | -------------- | ----------------- | ------- |
| ۱     | آتاپیو        | آتاپیو         | ۱۰٬۳۲۰            | ۱۱۴٬۳۰۰ |
| ۲     | بوکئو         | یان هوآی‌سای    | ۶٬۱۹۶             | ۱۴۹٬۷۰۰ |
| ۳     | بولیکام‌سای    | پاکسان         | ۱۴٬۸۶۳            | ۲۱۴٬۹۰۰ |
| ۴     | چامپاساک      | پاکسه          | ۱۵٬۴۱۵            | ۵۷۵٬۶۰۰ |
| ۵     | هوآپان        | سام نیا        | ۱۶٬۵۰۰            | ۳۲۲٬۲۰۰ |
| ۶     | کاموآنه       | تاکک           | ۱۶٬۳۱۵            | ۳۵۸٬۸۰۰ |
| ۷     | لوآنگ نامتا   | لوآنگ نامتا    | ۹٬۳۲۵             | ۱۵۰٬۱۰۰ |
| ۸     | لوآنگ پرابانگ | لوآنگ پرابانگ  | ۱۶٬۸۷۵            | ۴۰۸٬۸۰۰ |
| ۹     | اودوم‌سای      | موآنگ سای      | ۱۵٬۳۷۰            | ۲۷۵٬۳۰۰ |
| ۱۰    | پونگسالی      | پونگسالی       | ۱۶٬۲۷۰            | ۱۹۹٬۹۰۰ |
| ۱۱    | ساینیابولی    | ساینیابولی     | ۱۶٬۳۸۹            | ۳۸۲٬۲۰۰ |
| ۱۲    | سالاوان       | سالاوان        | ۱۰٬۶۹۱            | ۳۳۶٬۶۰۰ |
| ۱۳    | ساوان‌ناکت     | ساوان‌ناکت      | ۲۱٬۷۷۴            | ۷۲۱٬۵۰۰ |
| ۱۴    | سکونگ         | سکونگ          | ۷٬۶۶۵             | ۸۳٬۶۰۰  |
| ۱۵    | بخش وینتیان   | وینتیان        | ۳٬۹۲۰             | ۷۲۶٬۰۰۰ |
| ۱۶    | استان وینتیان | موآنگ پون-هونگ | ۱۵٬۹۲۷            | ۳۷۳٬۷۰۰ |
| ۱۷    | سیانگ‌کوآنگ    | پونساوان       | ۱۵٬۸۸۰            | ۳۷٬۵۰۷  |

## اقتصاد

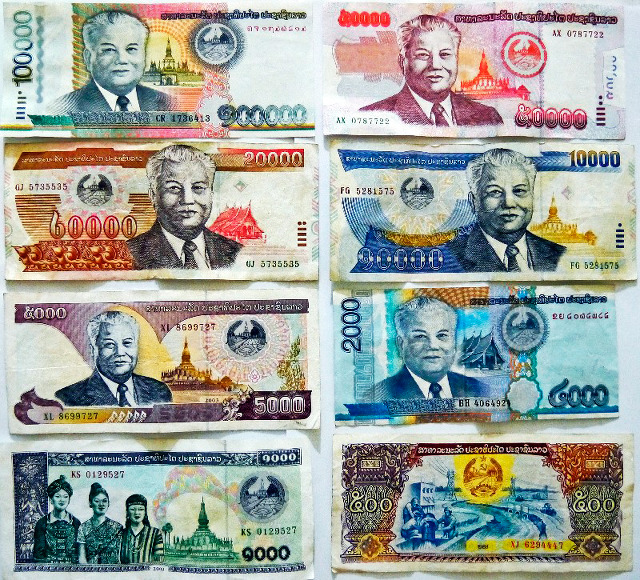
کیپ لائوس چهارمین پول رایج بی‌ارزش جهان

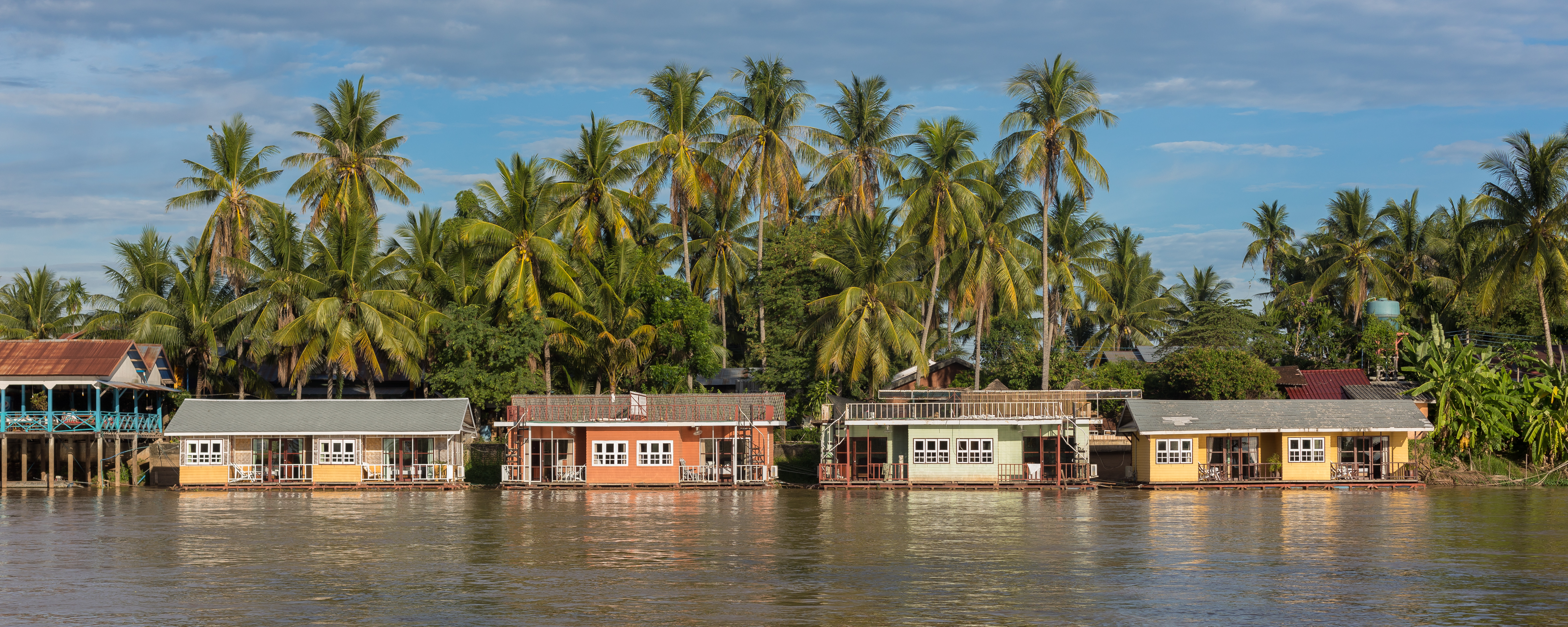
نگاره‌ای از خانه‌های روی آب در حاشیه رود مکونگ در استان چامپاساک، لائوس.

جنگ، سیل و خشکسالی، توسعهٔ لائوس، یکی از فقیرترین کشورهای جهان را به تعویق انداخته‌است. اکثر لائوسی‌ها در مزارع اشتراکی کار می‌کنند و عمدتاً برنج می‌کارند. از سال ۱۹۹۰ میلادی، دولت این کشور قصد تشویق سرمایه‌گذاری غربی را داشته‌است. لائوس به کشورهای همسایه خود برق صادر می‌کند و نیاز دیگر کشورها به فلزات لائوس باعث چشم‌انداز بهبود اقتصادی برای این کشور شده‌است.
واحد پول این کشور کیپ نام دارد. هر کیپ معادل ۰٫۰۰۰۰۸ دلار آمریکا و هر دلار آمریکا معادل ۱۱٬۸۵۸ کیپ می‌باشد. (آوریل ۲۰۲۲)
تولید برق سالانه این کشور حدود ۹۰۰ میلیون کیلووات ساعت است و حدود ۸۰ درصد از مردم این کشور از راه کشاورزی گذران زندگی می‌کنند.
برنج، ذرّت و سبزی از فرآورده‌های کشاورزی لائوس و تولیدات عمده صنعتی آن قلع، الوار، تنباکو و نیروی برق است. منابع طبیعی آن قلع، الوار و صادرات آن برق، تولیدات جنگلی، قلع و قهوه است. واردات لائوس برنج، خواربار، تولیدات نفتی، ماشین‌آلات، وسایل حمل‌ونقل و طرف‌های مهم دادوستد آن تایلند، روسیه، مالزی، فرانسه، چین و ویتنام هستند.
به سبب کوهستانی بودن اغلب مناطق مرزی مشترک لائوس با ویتنام، قاچاق کالا در طول این مرز رواج داشته و حتی در مهم‌ترین مرز رسمی دو کشور و در مقابل دید مأموران گمرکی، قاچاق کالاهای لوکس از لائوس به داخل ویتنام در جریان است.

## مردم
جمعیت لائوس حدود ۸ میلیون نفر است که اغلب آنها در کناره‌های رود مکونگ و شاخه های آن زندگی می‌کنند. ۵۵ درصد از مردم آن از قوم لائو، ۱۱ درصد از قوم خمو، ۸ درصد از تیره همونگ و ۲۶ درصد بقیه از صد گروه قومی مختلف هستند.
دین بیشتر مردم لائوس بودایی است و جمعیت‌های کوچکی از مسیحیان، مسلمانان و یهودی‌ها نیز در آن ساکن هستند.